# Hofmannsche Senfölreaktion
Die Hofmannsche Senfölreaktion ist eine Namensreaktion der Organischen Chemie. Sie wurde nach dem deutschen Chemiker August Wilhelm von Hofmann (1818–1892) benannt und  ermöglicht die Synthese organischer Isothiocyanate (Senföle der allgemeinen Formel R–N=C=S) aus primären Aminen (R–NH2) durch Umsetzung mit Schwefelkohlenstoff (CS2) und Quecksilber(II)-chlorid (HgCl2):